# Thác Giang Điền

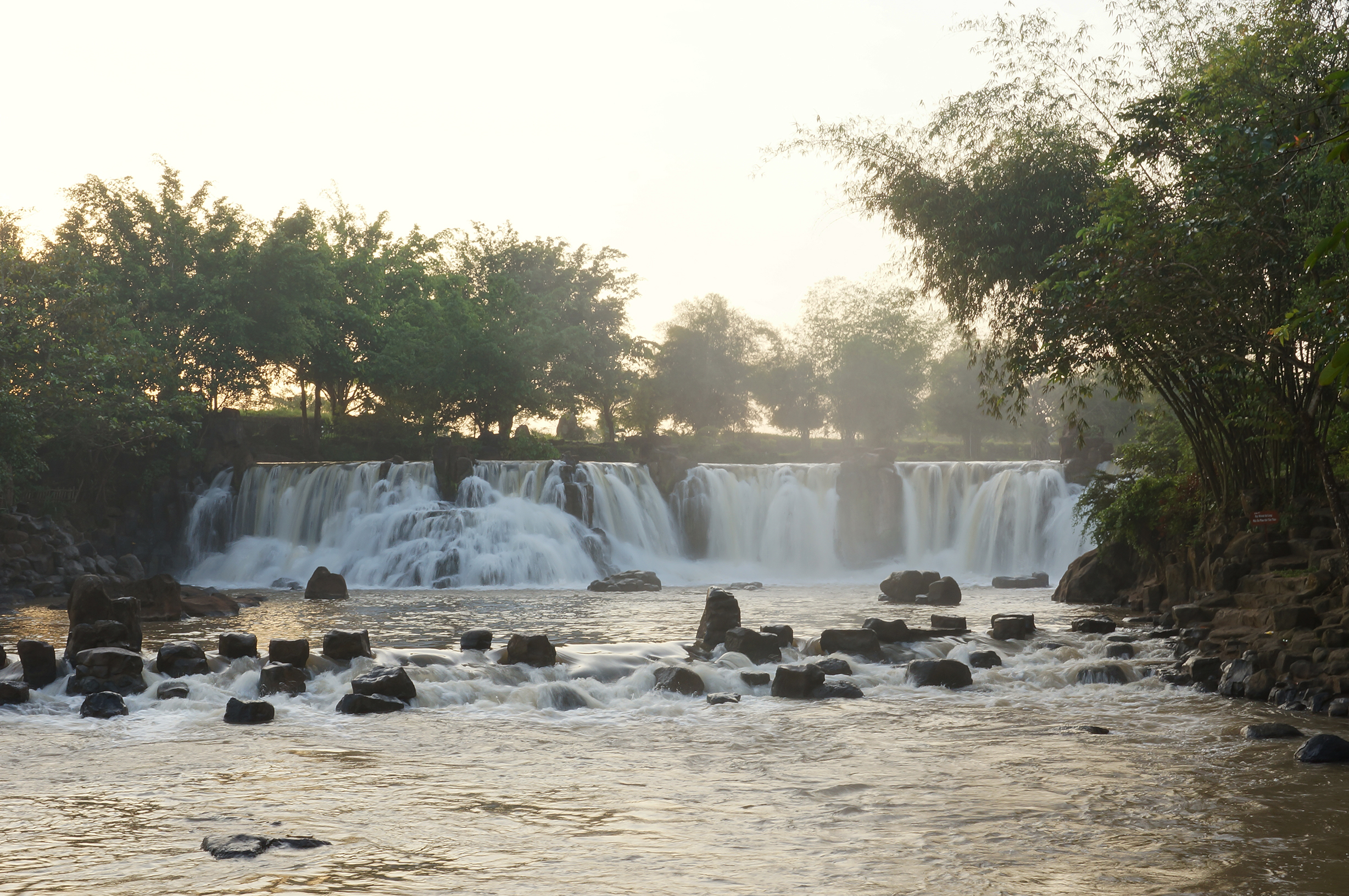
Thác Giang Điền

Giang Điền là một thác nước nằm trên sông Buông ở ấp Hòa Bình, xã Giang Điền, huyện Trảng Bom, tỉnh Đồng Nai, Việt Nam .
Thác Giang Điền là tập hợp gồm ba dòng thác: thác Chàng, thác Nàng và thác chính Giang Điền. Thác nằm cách thành phố Biên Hòa chừng 15 km, cách Thành phố Hồ Chí Minh khoảng 45 km.
Theo các già làng trong vùng kể lại rằng vùng đất này ngày xưa là nơi người Mạ sinh sống. Ngày ấy có đôi trai gái yêu nhau nhưng không lấy được nhau nên đã tuẫn tiết ở dòng suối này mới sinh ra hai dòng thác Chàng và Nàng nên còn gọi là thác Đôi.
Ngày nay, thác được quy hoạch lại thành khu du lịch sinh thái với diện tích khoảng 67 ha gồm: vườn hoa, bãi cỏ, nơi đi bộ,... Vì nằm gần Thành phố Hồ Chí Minh nên thác Giang Điền thu hút khá đông khách du lịch tham quan vào những dịp cuối tuần.